# Binokular
Binokulár je optična naprava, ki je sestavljena iz dveh enakih daljnogledov, ki sta spojena, in skupaj omogočata gledanje v isto smer. Zaradi tega opazovalcu nudi trirazsežno sliko.
Podobna naprava je monokular, ki pa vsebuje samo en daljnogled.

## Parametri
Pri binokularju je pomembnih nekaj parametrov, ki določajo lastnost binokularja in s tem njegovo kakovost.
Med pomembnejše parametre prištevamo:
- povečavo
- zorno polje oziroma zorni kot
- izhodna zenica
- razdalja do očesne zenice
- najmanjša razdalja ostre slike

### Povečava
Na binokularjih je običajno oznaka, ki pove povečavo in premer objektiva. Takšna oznaka ima lahko na primer obliko: 10 × 50. To pomeni, da binokular nudi 10-kratno povečavo, premer objektiva pa je 50 mm. Povečava je količnik (kvocient) goriščne razdalje objektiva in goriščne razdalje okularja. Premer objektiva je pomemben, ker določa koliki del vpadajoče svetlobe se izrabi za sliko in je od njega odvisna svetlost slike. 10-kratna povečava pomeni, da je slika 10-krat večja ali kot, da je predmet 10-krat bližje, kot bi se nam zdelo, če bi ga opazovali brez binokularja. 

### Zorni kot
Zorni kot oziroma zorno polje, ki ga nudi binokular, se podaja s podatkom, ki pove prečno velikost poljubnega predmeta, ki ga vidimo na neki oddaljenosti opazovanja. Izrazimo ga lahko tudi s številom kotnih stopinj, ki nam jih nudi pogled skozi binokular.

### Izhodna zenica
Za binokularje je izhodna zenica enaka premeru okularja, deljenim s povečavo. Za najboljše opazovanje je ugodno, če je izhodna zenica enaka premeru najbolj razširjeni šarenici očesa. To je približno 7 mm, kar pa se manjša s starostjo.

### Razdalja do očesne zenice
Razdalja do očesne zenice je razdalja na kateri mora opazovalec imeti oko, da vidi nezasenčeno sliko (vinjetiranje). Če je večja goriščna razdalja okularja, je tudi razdalja do očesne zenice večja. Binokularji imajo razdaljo do očesne zenice od nekaj milimetrov do preko 2,5 cm. Razdalja do očesne zenice je pomembna za ljudi, ki nosijo očala. 

### Najmanjša razdalja ostre slike
Najmanjša razdalja ostre slike je tista najbližja razdalja predmeta za katerega še lahko izosrimo njegovo sliko. Te razdalje so pri binokularjih v mejah od 1 m do 30 m.

## Izdelava
Binokularji vsebujejo optične prizme. Najbolj pogosta je Porrova prizma, ki jo je patentiral Ignazio Porro (1801 – 1875) v letu 1854. Vsak binokular mora imeti dve Porrovi prizmi. Za binokularje s Porrovo prizmo je značilno, da so široki in kratki. Razen Porrove prizme se v binokularjih uporabljajo tudi druge vrste prizem. Med bolj znanimi sta Schmidt-Pechanova prizma in strešna pentaprizma
- Binokular s Porrovo prizmo
- Galilejev binokular
- Binokular s strešno prizmo
- Binokular 25 × 150, namenjen uporabi v astronomiji
- Mornariški binokular
- Hensoldtov binokular iz leta 1905